# Mefjus
Mefjus (vlastním jménem Martin Schober; *30. srpna 1988 Linec) je rakouský drum and bass producent, diskžokej a zvukový designér. Bydlí v Allhamingu u Lince.
V roce 2012 získal v rámci soutěže Drum&Bass Arena Awards (DABAA) ocenění Nejlepší začínající producent (Best Newcomer Producer). Po řadě singlů a EP vydal v roce 2014 svoje debutní album Emulation pod labelem Critical Music. O rok později spolupracoval spolu s Hybrisem na skladbách Clusterfunk a Reptilians na Incessant EP skupiny Noisia. Krom mnoha klubů hrál i na řadě evropských festivalů. V roce 2018 pak na DABAA vyhrál nejen ocenění Nejlepší producent (Best Producer), ale jeho album Manifest bylo vyhlášeno i Nejlepším albem (Best Album).

## Alba
- Emulation (2014, Critical Music)
- Manifest (2018, Vision Recordings)